# صناعة الحنين
صناعة الحنين هي عملية تهدف إلى إضفاء الطابع المادي على الميول الطبيعية لدى البشر كي تجعله يرغب في استرجاع ذكرياته العزيزة وإثرائها. ومن الأمثلة الكلاسيكية على هذه الذكريات هو ميل الكليات والجامعات (وحملة الإجازات المعتمدة) إلى بيع المذكرات والعناصر الأخرى للخريجين المتميزين وأسرهم في محاولةٍ لتسجيل الذكريات وتأهيل الجيل الجديد من الخريجين المتميزين.